# Œuvres mortes

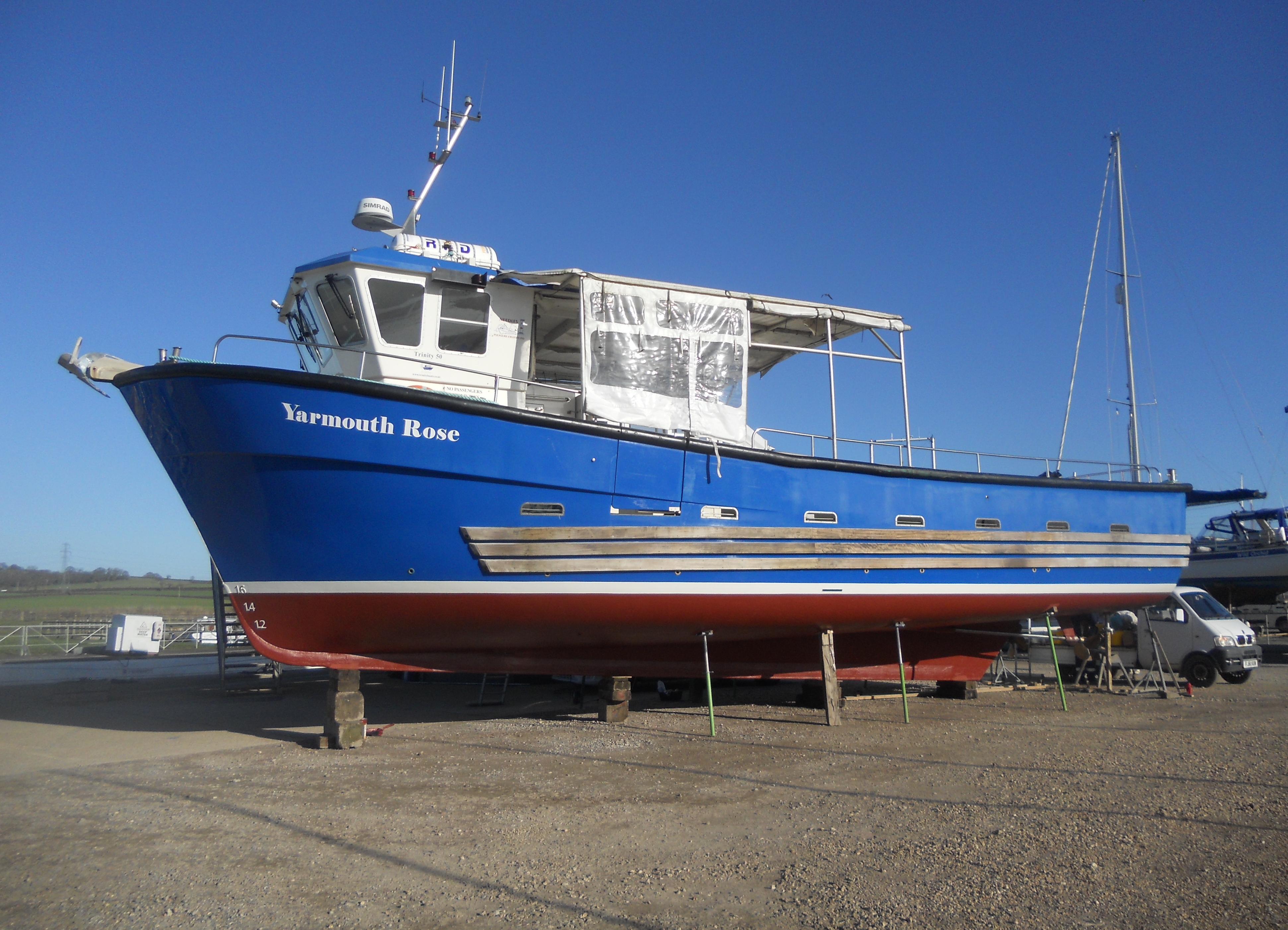
Sur ce bateau de plaisance, les œuvres mortes sont peintes en bleu vif ; la bande peinte en blanc matérialise la ligne de flottaison, les œuvres vives sont peintes en rouge brique.

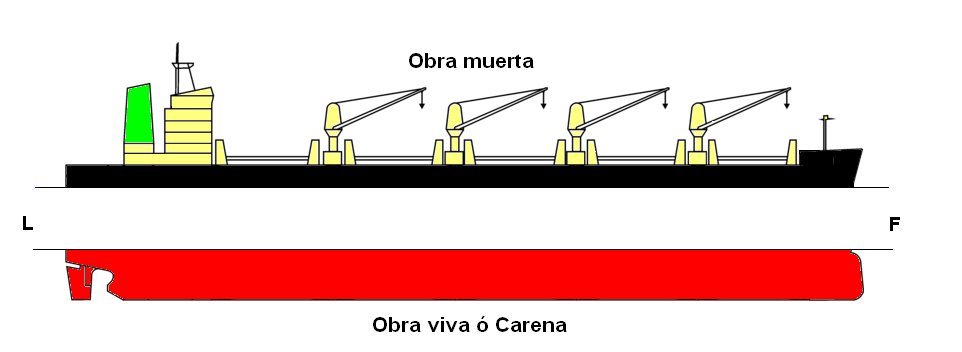
Les œuvres mortes de ce navire de transport sont la partie colorée en noir.

Les œuvres mortes d'un navire sont constituées par les parties émergées de la coque au-dessus de la ligne de flottaison (au-dessus de l'eau),.
Par opposition, les œuvres vives sont les parties du navire qui sont immergées, situées sous la ligne de flottaison.